# Langmann-Stausee
Der Langmann-Stausee oder Speicher Langmann ist ein Stausee in den Gemeinden Sankt Martin am Wöllmißberg und Edelschrott im österreichischen Bundesland Steiermark. Er bildet neben dem Speicher Hirzmann eine von zwei Talsperren am Fluss Teigitsch und versorgt die Kraftwerke Arnstein und Teigitschmühle mit Triebwasser.

## Lage und Umgebung

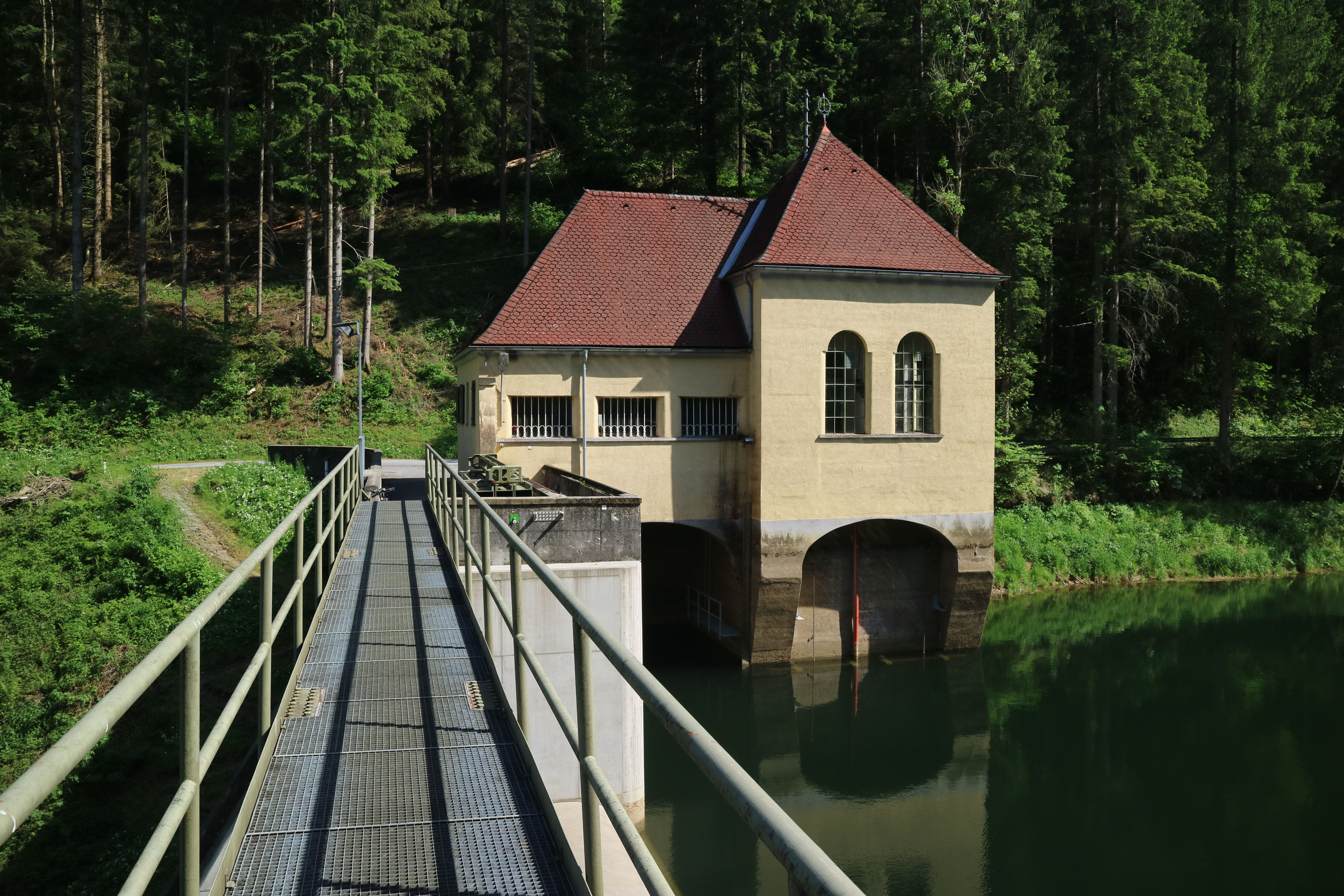
Krafthaus an der Staumauer

Die Langmannsperre liegt fast 78 m unterhalb des deutlich größeren Hirzmann-Stausees zwischen dem Herzogberg im Süden und dem Wöllmißberg im Norden auf 630,5 m ü. A. Im Verlauf der Wasserfläche beschreibt die Teigitsch eine markante Richtungsänderung von Südost auf Nordost. Der Fluss passiert nach der Sperre einen schluchtartigen Talabschnitt (Teigitschklamm) und erreicht das Kraftwerk Arnstein. Mit dem am Westhang des Schusterbauerkogels entspringenden Nießenbach verfügt der See über einen weiteren ergiebigen Zufluss. Ein Denkmal am linken Ufer ist dem früheren Landeshauptmann und STEWEAG-Verwaltungspräsidenten Anton Rintelen gewidmet.

## Talsperre

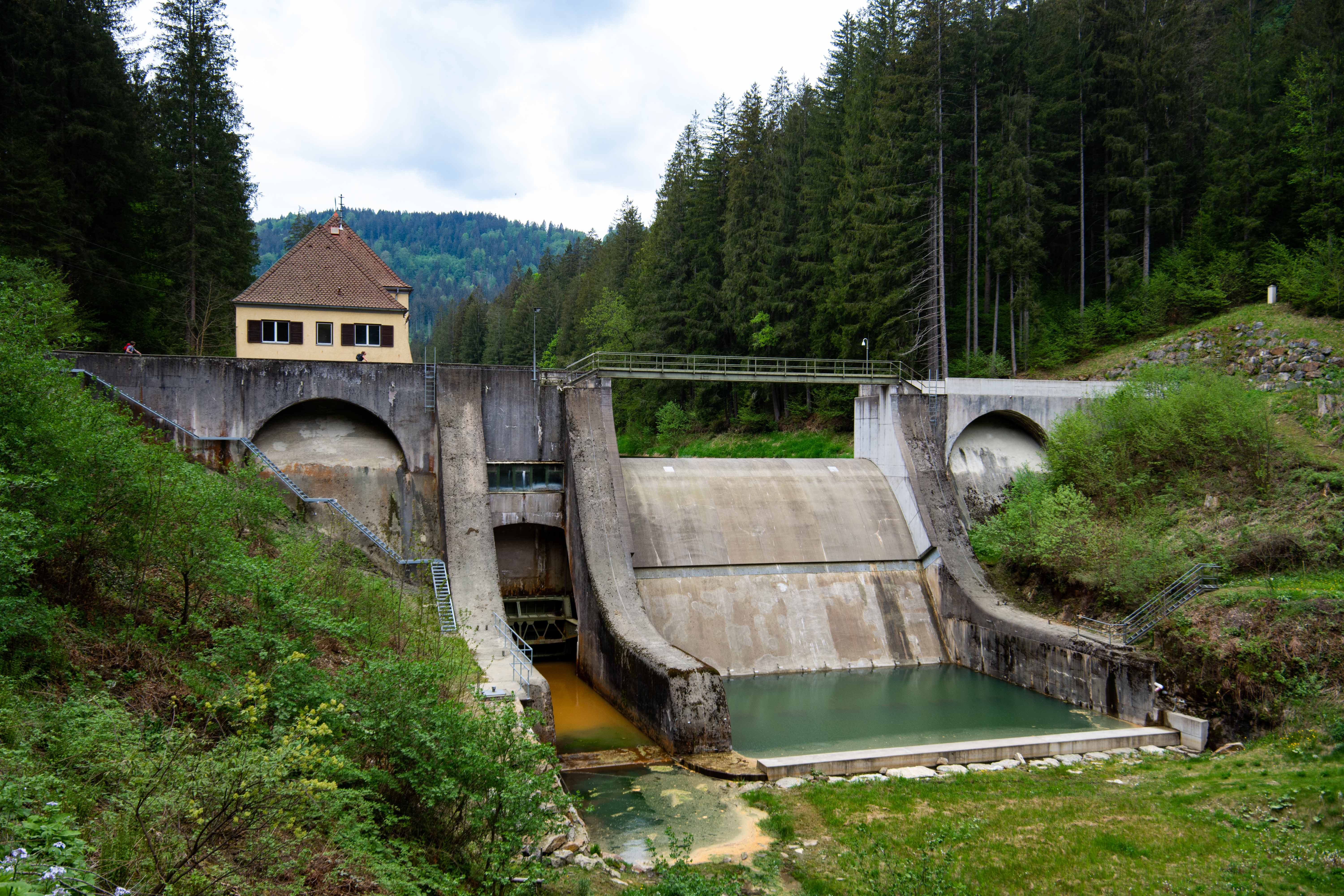
Langmannsperre (2022)

Die Langmannsperre wurde in den Jahren 1922 bis 1925 unter der Leitung von Architekt Fritz Haas von der STEWEAG erbaut. Der See dient als Tagesspeicher für das im selben Zeitraum errichtete Kraftwerk Arnstein, welches den ältesten Teil der Teigitschgruppe darstellt und bei Fertigstellung als größtes Kraftwerk Österreichs galt. Für den Bau der Staumauer wurden mehrere Streckenkilometer Feldbahngleise und ein Schrägaufzug errichtet, über die das Baumaterial vom Bahnhof Gaisfeld der Graz-Köflacher-Bahn zur Baustelle transportiert wurde.
Das 26 m hohe Absperrbauwerk ist als Gewichtsstaumauer ausgeführt und hat eine Kronenlänge von 85 m. Orographisch rechts führt ein 5,4 km langer Druckstollen mit einem Durchmesser von 2,6 m zum Wasserschloss über dem KW Arnstein. Bei maximaler Leistung wäre der See bereits nach 5½ Stunden komplett entleert, was zur Folge hat, dass ständig Wasser aus der Hirzmannsperre nachgeführt werden muss.

## Tourismus
Anders als beim Hirzmann-Stausee sind sowohl das Baden als auch das Bootsfahren an der Langmannsperre untersagt. Der über zwei Gemeindestraßen, sowohl von St. Martin als auch von Ligist-Unterwald, erreichbare See steht dagegen bei Fischern hoch im Kurs. Während am rechten Ufer die asphaltierte Straße entlangführt, ist das linke Ufer durch einen Wanderweg erschlossen. Die Fußbrücke über der Staumauer ist auf eigene Gefahr begehbar.